# Puchar Finlandii w piłce siatkowej mężczyzn (2021/2022)
Puchar Finlandii w piłce siatkowej mężczyzn 2021/2022 (oficjalnie: Finnish Teknikum Cup Miehet 2021/2022) – 50. sezon rozgrywek o siatkarski Puchar Finlandii zorganizowany przez Fiński Związek Piłki Siatkowej (Suomen Lentopalloliitto). Zainaugurowany został 12 listopada 2021 roku.
W rozgrywkach brały udział drużyny grające w Mestaruusliiga. Składały się z 1/8 finału, ćwierćfinałów oraz turnieju finałowego, w ramach którego odbyły się półfinały i finał. We wszystkich rundach rywalizacja toczyła się w systemie pucharowym, a o awansie decydowało jedno spotkanie. 
Turniej finałowy odbył się w dniach 21-22 stycznia 2022 roku w Kauppi Sports Center w Tampere. Po raz pierwszy Puchar Finlandii zdobyła drużyna Savo Volley, pokonując w finale Kokkolan Tiikerit.

## System rozgrywek
W Pucharze Finlandii w sezonie 2021/2022 uczestniczyły drużyny grające w najwyższej klasie rozgrywkowej (Mestaruusliiga). Rozgrywki składały się z 1/8 finału, ćwierćfinałów oraz turnieju finałowego, w ramach którego odbyły się półfinały i finał. We wszystkich rundach rywalizacja toczyła się w systemie pucharowym, a o awansie decydowało jedno spotkanie.
W 1/8 finału i ćwierćfinałach pary utworzone zostały na podstawie wyników w rozgrywkach ligowych i pucharowych w sezonie 2020/2021. Mecze w tych rundach odbywały się w ramach kolejek ligowych. Pary półfinałowe natomiast powstały w drodze losowania.

## Drużyny uczestniczące
| Mestaruusliiga (11 drużyn) | Mestaruusliiga (11 drużyn) |
| -------------------------- | -------------------------- |
| Akaa-Volley                | ćwierćfinał                |
| Hurrikaani-Loimaa          | półfinał                   |
| Karelian Hurmos            | ćwierćfinał                |
| Kokkolan Tiikerit          | finał                      |
| Lentopalloseura Etta       | 1/8 finału                 |
| Raision Loimu              | ćwierćfinał                |
| Savo Volley                | zwycięstwo                 |
| Team Lakkapää              | 1/8 finału                 |
| TUTO Volley                | 1/8 finału                 |
| Vammalan Lentopallo        | półfinał                   |
| Vantaa Ducks               | ćwierćfinał                |

## Rozgrywki

### 1/8 finału
| 12.11.2021 18:30 (UTC+2) | Team Lakkapää | 1:3 (25:20, 19:25, 21:25, 22:25) | Karelian Hurmos | Lapin urheiluopisto, Rovaniemi Widzów: 310 Sędziowie: Heikki Kiimalainen i Ilmo Natunen |

| 14.11.2021 17:00 (UTC+2) | TUTO Volley | 0:3 (27:29, 17:25, 22:25) | Akaa-Volley | Kupittaan palloiluhalli, Turku Widzów: 501 Sędziowie: Tomi Järvinen i Arto Muro |

| 21.11.2021 17:00 (UTC+2) | Raision Loimu | 3:0 (26:24, 25:21, 25:21) | Lentopalloseura Etta | Kerttulan liikuntahalli, Raisio Widzów: 366 Sędziowie: Raine Hakala i Jori Ostrovskij |

### Ćwierćfinały
| 31.10.2021 17:00 (UTC+2) | Savo Volley | 3:1 (28:30, 25:22, 25:22, 25:22) | Raision Loimu | Kiuruveden liikuntahalli, Kiuruvesi Widzów: 465 Sędziowie: Marko Oravainen i Tommi Isotalo |

| 09.11.2021 18:30 (UTC+2) | Vantaa Ducks | 2:3 (25:21, 25:17, 21:25, 23:25, 10:15) | Hurrikaani-Loimaa | Lumon liikuntahalli, Vantaa Widzów: 485 Sędziowie: Kenneth Aro i Arto Muro |

| 09.12.2021 18:30 (UTC+2) | Karelian Hurmos | 2:3 (26:24, 19:25, 17:25, 25:14, 13:15) | Vammalan Lentopallo | Joensuun urheilutalo, Joensuu Widzów: 517 Sędziowie: Tuomo Försti i Tommi Isotalo |

| 13.12.2021 18:30 (UTC+2) | Kokkolan Tiikerit | 3:2 (16:25, 25:19, 21:25, 25:22, 15:13) | Akaa-Volley | Hollihaan liikuntahalli, Kokkola Widzów: 515 Sędziowie: Ari Hautala i Pauli Puskala |

### Turniej finałowy

#### Półfinały
| 21.01.2022 17:30 (UTC+2) | Vammalan Lentopallo | 1:3 (25:21, 21:25, 21:25, 21:25) | Savo Volley | Kauppi Sports Center, Tampere Widzów: 0 Sędziowie: Keijo Yli-Kivistö i Arto Muro |

| 21.01.2022 20:30 (UTC+2) | Kokkolan Tiikerit | 3:1 (25:19, 16:25, 25:23, 25:20) | Hurrikaani-Loimaa | Kauppi Sports Center, Tampere Widzów: 0 Sędziowie: Raine Hakala i Esa Virta |

#### Finał
| 22.01.2022 18:00 (UTC+2) | Kokkolan Tiikerit | 0:3 (18:25, 18:25, 19:25) | Savo Volley | Kauppi Sports Center, Tampere Widzów: 0 Sędziowie: Raine Hakala i Esa Virta |